# Miss Slovenije 1997
Miss Slovenije 1997 je bilo lepotno tekmovanje, ki je potekalo 13. septembra 1997 v Cankarjevem domu v Ljubljani.
Organizirali so ga agencija Geržina Videoton, POP TV in Slovenske novice, ki so zbrali milijon tolarjev za gradnjo pediatrične klinike.
Bilo je 12 finalistk, ki so dobile praktična darila. Najvišje ocenjene so dobile nagrade Rogaške Slatine.
Med gosti so bili Zoran Thaler, Jonas Žnidaršič in Peter Mlakar.
Voditeljica je bila Saša Eisiedler.

## Finale

### Uvrstitve in nagrade
- Zmagovalka Maja Šimec, 18 let, dijakinja iz Črnomlja, dobila je osebni avto
- 1. spremljevalka in miss fotogeničnosti Tina Orač (miss Dolenjske), 19 let, študentka iz Novega mesta
- 2. spremljevalka Tjaša Vidic, 22 let, študentka iz Zgornjih Gorij pri Bledu

Viri

### Glasbeni gostje
Nastopili so Čuki, Power Dancers, Anja Rupel, Babilon, Kingston in Boris Novković.

### Žirija
Predsedoval ji je Janez Ujčič (direktor produkcije POP TV), člani so bili še Irene Skliva (miss sveta), Alenka Vindiš (miss Slovenije), Judita Treppo (stilistka), Davorin Škrinjarič (direktor Steklarne Rogaška), Sabina Obolnar (urednica priloge Ona), Andrej Gaberi (kipar), Breda Pintarič (Henkel), Peter Tršar (direktor Tobačne) in Marko Smole (častni konzul republike Sejšeli).
Izbrali so še šest superfinalistk. Fotoreporterji so izbrali miss fotogeničnosti.

## Miss Sveta
Za zmagovalko so v Lutkovnem gledališču v Ljubljani izbrali tri obleke izmed dvanajstih. Kreirali so jih Tanja Zorn iz Nove Gorice (druga večerna obleka), Aleksandra Šaronjić iz Ljubljane (prva večerna obleka) in Stanka Blatnik iz Slovenj Gradca (zmagovalna spektakularna obleka).
Šimčeva je 27. oktobra odpotovala v London, kjer je bila en teden, nato pa na Sejšele.Tekmovanje je bilo tam 22. novembra. S sabo je odnesla dobrodelno darilo za licitacijo, kristalno vazo iz Rogaške Slatine. Ni se uvrstila v polfinale.